# Benoît-Léon de Fornel de La Laurencie
Benoît-Léon de Fornel de La Laurencie, né à Broût-Vernet (Allier) le 24 août 1879  et mort à Vichy le 23 juin 1958, est un général de corps d'armée de l’armée française.

## Biographie
Benoît-Léon de Fornel de La Laurencie est le fils de Philippe Marie Léopold Sosthène de Fornel de la Laurencie (il appartenait à une famille de petite noblesse de l'Angoumois), polytechnicien, colonel d'artillerie qui s'était illustré en 1870-1871 au siège de Belfort, et de Marie Marguerite Chassaing, d'une famille d'origine auvergnate qui possédait le château du Verger à Broût-Vernet, château qu'elle apporta à la famille de Fornel de La Laurencie.
Élève de l’école spéciale militaire de Saint-Cyr, promotion « In Salah », La Laurencie est sous-lieutenant de cavalerie dès 1901. Capitaine de dragons au début de la Grande guerre, il demande à servir dans l'infanterie où il exerce le commandement d'un bataillon. Il est ensuite chef d'état-major d'une division d'infanterie. Envoyé en Pologne en 1919, il exerce les fonctions de chef d'état-major d'une division polonaise. Breveté d'état-major après la guerre, il professe pendant quatre ans le cours de cavalerie de l'école de guerre, avant de commander un régiment de dragons.
Commandant de l’École d'application de la Cavalerie et du Train entre 1931 et 1935, La Laurencie est nommé à la tête de la première division de cavalerie (1935-1939) puis officier commandant de la troisième région militaire juste avant le déclenchement de la Seconde Guerre mondiale.
À la déclaration de la guerre, La Laurencie dirige le troisième corps d’armée. Le 4 octobre 1939, il installe son poste de commandement à Bouchain dans la « zone des armées ». Il est chargé de la défense du secteur fortifié de l'Escaut, soit 35 kilomètres de frontière entre Maulde et Wargnies-le-Grand, découpant une zone axée sur le cours de l'Escaut entre le Secteur défensif de Lille (armée anglaise) et le secteur fortifié de Maubeuge.
En 1940, La Laurencie participe aux opérations de Dunkerque à la tête du 3e corps d'armée. Après l’armistice du 22 juin 1940, il est commandant de la 16e région militaire. Il est membre du tribunal militaire qui condamne Charles de Gaulle. Il est ensuite nommé par Pétain délégué général du gouvernement français auprès des autorités d'occupation à Paris le 19 août 1940 en remplacement de Léon Noël. À ce titre, il ordonne à la police parisienne de mettre en place le très perfectionné fichier des Juifs, qui a notamment permis les rafles de décembre 1941 et de 1942. Le 13 décembre 1940, c'est lui qui est chargé d'arrêter Marcel Déat, ce qui lui vaudra d'être expulsé par les Allemands vers la zone libre et remplacé dans ses fonctions par Fernand de Brinon le 17 décembre 1940.
Mis en retraite du service actif, il est en contact avec l’OSS de Berne. Ayant rencontré, en janvier 1941, Claude Bourdet et Henri Frenay, il fait remettre des fonds américains au Mouvement de libération nationale (plus tard renommé Combat). Le 17 avril 1941, il est nommé par le gouvernement membre de la commission du Conseil national chargée de l'étude de la réorganisation administrative de la France. Le 2 mai 1941, il affiche ses sentiments favorables à la victoire du « bloc anglo-américain ». Il rencontre les trois chefs de mouvements résistants, Emmanuel d'Astier de la Vigerie, Henri Frenay et François de Menthon, le 15 décembre 1941 pour discuter des conditions d'un travail commun. La rencontre se conclut sur un désaccord de fond concernant l'allégeance au général de Gaulle, que les résistants considèrent comme non négociable. La rupture est brutale et Frenay publie dans le journal de son mouvement, Combat, l'alerte suivante : « Nous mettons en garde [nos militants] qu'il n'existe aucun accord entre le Comité Directeur du Mouvement de Libération Française et le général de La Laurencie. Le Comité directeur sait que bien au contraire il existe entre les buts que l’un et l’autre se proposent des oppositions fondamentales qui ne  laissent la place à aucune entente et à aucun compromis ».
Le général est interné par le régime de Vichy de 1942 à 1944 dans un hôtel de Vals-les-Bains (Ardèche). Il est ensuite transféré au camp d'Évaux-les-Bains (Creuse) où il rencontre Roger Stéphane et le docteur Henri Martin. Le 8 juin 1944, avec quatre autres internés, ils braquent le bureau du directeur, tandis que plusieurs FTP font irruption dans le camp. Avec leurs gardiens, les 37 internés sont conduits à Chambon-sur-Voueize, siège du maquis. Tout le monde est relâché,.
Le général de Fornel de La Laurencie est inhumé dans la tombe de sa famille maternelle au cimetière de Broût-Vernet.

## Publications
- L'École de Saumur, Angers, Éditions de l'Ouest, 1935, 170 p. (en ligne).
- Les Opérations du IIIe corps d'armée en 1939-1940, Paris, Charles-Lavauzelle, 1948, 187 p., cartes.

## Distinctions
- Commandeur de la Légion d'honneur (1939)
- Croix de guerre 1914-1918 : deux palmes, une étoile d'argent
- Croix de guerre TOE
- Médaille interalliée de la Victoire
- Croix de guerre 1939-1945 : une palme